# Acauro
Acauro es un género de polillas monotípico perteneciente a la familia Geometridae. El género fue descrita por primera vez por Frederick Hastings Rindge habiendo sido descrita en 1986. Su única especie, Acauro rotundus, se encuentra en Chile. El holotipo fue descrito en el sector Aguas Calientes de Osorno, a una altitud de 500 metros (1640,4 pies) sobre el nivel del mar.